# Mariana Arnal
Mariana Arnal Aranguren (17 augustus 1973) is een voormalig hockeyster uit Argentinië. Ze nam eenmaal deel aan de Olympische Spelen (1996) en eindigde bij die gelegenheid op de zevende plaats met de nationale ploeg. Arnal speelde als keepster.

## Erelijst
- 1994 –  Wereldkampioenschap te Dublin
- 1995 –  Pan-Amerikaanse Spelen te Mar del Plata